# Anthony Smith (koszykarz)
Anthony Smith (ur. 4 października 1986 w Oklahoma City) – amerykański koszykarz, występujący na pozycjach obrońcy oraz skrzydłowego, obecnie zawodnik argentyńskiego Estudiantes Concordia.
27 sierpnia 2015 roku został zawodnikiem Śląska Wrocław. Klub zwolnił go 15 grudnia.
W 2009 roku rozegrał 5 spotkań w barwach Indiany Pacers podczas letniej ligi NBA w Orlando.

## Osiągnięcia
NCAA
- Zaliczony do I składu[3]:
  - All-Big South (2009)
  - pierwszoroczniaków Big South (2006)